# Them That Follow
Them That Follow es una película estadounidense de suspenso de 2019, escrita y dirigida por Britt Poulton y Dan Madison Savage, en su debut como directores. Está protagonizada por Olivia Colman, Kaitlyn Dever, Alice Englert, Jim Gaffigan, Walton Goggins, Thomas Mann y Lewis Pullman. 
Tuvo su estreno mundial en competencia dramática en el Festival de Cine de Sundance el 27 de enero de 2019. Fue estrenada el 2 de agosto de 2019 por 1091 Media.

## Sinopsis
En lo profundo de los Apalaches, el pastor Lemuel Childs preside una comunidad aislada de manipuladores de serpientes, una oscura secta de pentecostales que voluntariamente toman serpientes venenosas para demostrar su valía ante Dios. Mientras su devota hija, Mara se prepara para el día de su boda, bajo la atenta mirada de Hope Slaughter, se descubre un secreto peligroso y se ve obligada a confrontar la tradición mortal de la iglesia de su padre. 

## Reparto
- Olivia Colman como Hope Slaughter.
- Kaitlyn Dever como Dilly Picket.
- Alice Englert como Mara Childs.
- Jim Gaffigan como Zeke.
- Walton Goggins como Lemuel Childs.
- Thomas Mann como Augie.
- Lewis Pullman como Garret.
- Connor Daniel Lysholm como Jace.

## Producción
En agosto de 2017, se anunció que Olivia Colman, Alice Englert y Thomas Mann se habían unido al elenco de la película, con Britt Poulton y Dan Madison Savage dirigiendo desde un guion que escribieron. Gerard Butler, Bradley Gallo y Michael Helfant, Danielle Robinson, actúan como productores en la película, a través de Amsia Entertainment y G-Base, respectivamente. En septiembre de 2017, Walton Goggins se unió al elenco de la película. En octubre de 2017, Kaitlyn Dever y Jim Gaffigan se unieron al reparto de la película.

### Rodaje
La fotografía principal comenzó en octubre de 2017.

## Estreno
Tuvo su estreno mundial en el Festival de Cine de Sundance el 27 de enero de 2019. Poco después, 1091 Media y Sony Pictures Worldwide Acquisitions adquirieron los derechos de distribución estadounidense e internacional de la película, respectivamente. Fue estrenada el 2 de agosto de 2019.